# Ngerulmud
Ngerulmud è la capitale della Repubblica di Palau, uno Stato insulare nell'Oceano Pacifico. Nel 2006 ha sostituito come capitale Koror. Ngerulmud è collocata nello stato di Melekeok, su Babeldaob, l'isola più grande del Paese, ubicata a 20 km (12 miglia) a nord-est di Koror e a 2 km (1 miglio) a nord-ovest del villaggio di Melekeok.
Per alcune fonti, come il sito delle Nazioni Unite, la capitale è Melekeok. Il sito ufficiale della Repubblica di Palau indica ancora Koror come capitale.

## Storia
La capitale precedente era provvisoriamente collocata a Koror. La costituzione del Paese, ratificata nel 1979, diresse il Congresso Nazionale Palauano a stabilire la capitale permanente a Babeldaob, in dieci anni dalla data effettiva della costituzione. La progettazione della nuova capitale iniziò nel 1986, quando un contratto per la costruzione del complesso della capitale fu assegnato a un'azienda di architettura con sede nelle Hawaii, la Architects Hawaii Ltd. (AHL), la quale in precedenza aveva progettato il complesso della capitale degli Stati Federati di Micronesia, situata a Palikir. Lo sviluppo fu lento, giacché Palau mancava di ingegneri e architetti, e la maggior parte dei materiali dovette essere importata.
Ulteriori lavori non incominciarono fino ai primi anni 2000, quando Palau si procurò un prestito di 20 milioni di dollari dalla Repubblica di Cina, come impegno per intensificare le relazioni tra i due paesi e per il riconoscimento di Taiwan da Palau. Contenente edifici separati per la Olbiil era Kelulau (la legislatura del Paese), e anche i rami giudiziario ed esecutivo, connessi per mezzo di una piazza centrale aperta, costò complessivamente più di quarantacinque milioni di dollari, e fu aperto ufficialmente il 7 ottobre 2006, con la presenza di più di cinquemila persone. Poco dopo i funzionari del Governo traslocarono i loro uffici da Koror a Ngerulmud.
Un articolo del 2013 del Wall Street Journal ha riportato che l'edificio del Campidoglio è stato solo un debito per l'economia locale, che è "inadatto al clima dell'isola", e che un guasto nel sistema di ventilazione ha causato una grave infestazione da muffa.
Nell'aprile 2013, l'ufficio postale di Ngerulmud è stato chiuso definitivamente, come parte delle misure di riduzione dei costi attuate dal direttore delle poste, Tommy Sinsak. Era stato istituito nel dicembre 2011 ed era uno dei soli due nel paese (l'altro era a Koror). Durante i suoi 16 mesi di attività, le spese avevano superato 30000 $, mentre i ricavi, principalmente da francobolli, erano inferiori a 2000 $.
Ngerulmud è l'unico insediamento palauano ad avere il proprio codice postale (96939). Il resto del Paese usa 96940. Palau è serivito dal Servizio Postale degli Stati Uniti per il Patto di Libera Associazione con gli Stati Uniti.
A luglio 2014, Ngerulmud ha ospitato l'apertura ufficiale della quarantacinquesima edizione del Pacific Island Forum. Tuttavia, la maggior parte degli eventi del Forum fu ospitata a Koror, con il "ritiro del leader" che si tenne nello Stato di Peleliu.